# Whippet Race
Whippet Race är en racevariant för whippethundar på rakbana, 137,16 meter eller 150 yard. Whippet Race var den första klubb som riktade sig till ägare av whippet. 1976 bildades Svenska Whippetklubben, som är den officiella rasklubben och som numera ingår i Svenska Vinthundklubben och därmed också är medlem i Svenska Kennelklubben. Whippet Race är däremot helt fristående, även om de flesta medlemmarna, framför allt uppfödarna också är medlemmar i Svenska Whippetklubben. 

## Hundarna
Whippet är en blandrashund, förmodligen bestående av greyhound, italiensk vinthund och terrier. Den godkändes i England 1890. Enligt Bo Bengtsons bok "Whippet" från 1974, kom den första whippeten till Sverige 1914. 

## Historia
Whippet Race grundades 1972 efter modell från England. De första åren var racet koncentrerat till Mälardalen med sektioner i Uppsala, Stockholm, Södertälje, Västerås och Linköping. Lite utanför centralområdet låg Sandviken. Med tiden tillkom Kalmar medan Uppsala och Stockholm försvann. Linköpings bana flyttades till Norrköping. 1987 tillkom Halmstad, därefter Karlstad, Tingsryd som sedan flyttade till Asarum därav dubbelnamnet och senaste tillskottet är Gotland. 

## Medlemmar
2001 fanns det 169 registrerade medlemmar och cirka 130 licensierade hundar. Några större förändringar har inte hänt under åren. Antalet medlemmar (man räknar en familjen om en medlem) har pendlat mellan 150 och 200 och upp mot 150 tävlande hundar som mest. Sedan starten 1972 tävlar man om titeln Årets vinstrikaste hanhund respektive tik. En mycket demokratisk tävlingsmodell som ger alla hundar möjlighet att vinna, det gäller bara att hamna i så många finaler som möjligt och där plocka poäng efter systemet 5, 3, 2, 1. Oavsett om hunden hamnar i en snabb eller långsam final får den lika många poäng. 

## SM
Sedan 1994 tävlar man också om en SM-titel för hanhundar och en för tikar. Egentligen är det så att man alltid delat ut ett pris till snabbaste hanhund och tik på varje tävling. Nu har man döpt en tävling till SM och där springer hanhundar och tikar var för sig. 